# Declivocondyloides loebli
Declivocondyloides loebli – gatunek chrząszcza z rodziny kózkowatych i podrodziny zgrzypikowych. Jedyny przedstawiciel rodzaju Declivocondyloides.

## Zasięg występowania
Gatunek ten występuje na Nowej Kaledonii.